# クリミナルガールズ2
『クリミナルガールズ2』は、日本一ソフトウェアより2015年11月26日に発売されたPlayStation Vita用ゲームソフト。

## 概要
2010年に発売されたPSP用ソフト『クリミナルガールズ』の続編。
前作の基本コンセプトを受け継ぎつつも世界観は一新されており、キャラクターデザインも前作のいちはやに替わって堀愛里を新たに起用している。
通常版、限定版、PlayStation Storeからのダウンロード版の3種類が販売された。
2015年12月2日から1月5日までの期間、PlayStation Plusのトライアルタイトルになった。期間中はPS Plus加入者は無料ダウンロードでき、短時間の試遊が可能。
日本国外では北米のESRBがM（17歳以上）、PEGIが16歳以上にそれぞれ区分しているが、ドイツのソフトウェア事前審査機構（USK）は
「過激で青少年に有害な性描写が含まれている」として「審査拒否」（国内発禁）処分を下している。

## ストーリー
主人公は地獄の半罪人を調教する、指導教官。半罪人とは将来、罪を犯すはずだったが、その前に死亡して地獄に送られてきた者のことである。犯罪人の魂を「地獄の塔」を巡らせることで指導し更生させ、現世に「ヨミガエリ」させることが主人公である指導教官の役割である。しかし、主人公が導く半罪人は記録では6人のはずだが、7人いた。一人は本当の罪人が紛れ込んでいるのかもしれない。ともあれ、主人公は7人の半罪人を指導しつつ、様々な試練の待ち受ける塔を登ることになる。

## ゲームシステム
行動提案
本作を代表するゲームシステムの一つ。
戦闘中は任意の行動を選ぶことができず、戦闘に参加しているメンバーの提案（攻撃、回復、支援など）から1つを選択する。
基本的にその場に見合った行動を提案してくれるが、必ずしも正確ではない。
このため、狙った行動を起こすことは難しいがアイテムの使用、キャラクターの入れ替え、逃走の失敗、などにより提案を再抽選することが可能。

お仕置き
こちらも本作を代表するゲームシステムの一つ。
作中の登場人物は主人公を除きみな半罪人なので、更生の為にお仕置きをする。
ストーリーの進行に合わせてお仕置き用の道具が増えてゆき、手に入れた道具に対応するお仕置きミニゲームがプレイできる。
お仕置きに成功することで、少女たちは更生し新たなスキルを覚えてゆく。
また、全キャラクター、全お仕置きをノーミスでクリアすることでゲームクリア後にギャラリーモードが解放される。
ちなみに、前作では主人公への好意からお仕置きに対して前向きになっていったが、今作ではお仕置きのレベルに応じて前向きになる。なので、はたから見ると目覚めてしまったかのよう。

SM値
今作からの新システム。
スキルを覚えた際にSスキル／Mスキルを選択することができ、その選択された数の多さに応じて変化する。
状態は以下の範囲で変化する。
- 超ドS（全スキルがSスキル）
- ドS（Sスキルが75%以上）
- S（Sスキルが50%以上）
- Normal（SスキルとMスキルが同数）
- M（Mスキルが50%以上）
- ドM（Mスキルが75%以上）
- 超ドM（全スキルがMスキル）

指導
今作からの新システム。
主人公（教官）が少女たちに声掛けを行い、能力の強化（場合によって弱化）を行う。
キャラクターとそのキャラクターのSM値によって効果がGOODもしくはBADとなり、
SのキャラクターにGOOD指導を行うと攻撃力、魔法攻撃力が強化され
MのキャラクターにGOOD指導を行うと防御力、魔法防御力が強化される。
（BAD指導の場合、各能力が弱化する。）
また、SM値の偏り具合で強化度合い強まり、弱化度合いは弱まる。
Normalの場合、全ての指導が効果なしとなる。

指導内容は以下の4つ。
- 叱る
- 褒める
- 心配する
- 気遣う

## 登場人物

### 主要人物

#### 主人公
主人公（デフォルト名なし）
本作の主人公。半罪人の指導教官だが、記憶を失っている。
実は、かつて妹(血がつながっているかは不明)から異性として求められた経験がある。結局許容できず時間が経てば考えが変わると拒絶したが、何らかの事態によって妹は少なくとも会話できるような状態ではなくなってしまった様子。

#### 半罪人
将来罪を犯すがその前に死亡した者たち。前作に比べると、放置すれば確かにどうしようもない人間になることが予想されるが、どのような罪を犯すかは判然としないものが多い。
シノア
声 - 阿久津加菜
罪は傲慢。
仲間を気遣うことのできる優等生。
だが実際のところは自分が最も優れている、という考えの持ち主で周りを見下している。
また、リーダーシップを取りたがる性格から、リリとは度々ぶつかっている。
バランスの良いステータスに加え、毒、麻痺の状態異常やHP吸収、アイテム奪取など幅広く活躍できる。
生前はそんな性格から本当に仲のいい人物は一人しかいなかったが、その友人が自身が無価値で勉強より優先させるようなものではないと思っていた「恋愛」をしていたことで暴走。寝取り癖のある同級生に友人の恋人の情報を漏らして浮気するように仕向け、破局させた。

リリ
声 - 中恵光城
罪は憤怒。
プライドの高いお嬢様。「本物」へのこだわりが強い。
どんなことにも自信をもって応じるが、自身の分が悪くなると誰かに責任転嫁してしまう。また、妹の存在をミズキに重ねており、彼女に対して過保護に振舞う。
同じくリーダーシップを取りたがる性格から、シノアとは度々ぶつかっている。
防御重視のステータスを持ち、防御上昇スキル、無敵化スキルなど味方の生存率を高めることができる。
生前は確かにお嬢様であったが、それは過去の話で現在は事業に失敗して貧乏暮らしをしている。いつまでも仕事をしない父親を日々罵っており、妹からもいい感情を持たれていない。実は、父親は色々伝手を使って働こうとしているのだが、それに気づかない彼女に心を折られているというのが実情。
上記の真相に気付いていたためか、復活における巻き戻しは没落後に留まっている。自身もバイトに励んでいることを主人公には教えていなかったのだが、二人を後押ししようと画策した妹によってばらされたのだった。

クロエ
声 - 加隈亜衣
罪は怠惰。
自分からはあまりしゃべらず、人形の「バロン」を介して腹話術で喋る寡黙な少女。一度見たものを瞬時に記憶できる能力を持つ。
全てを諦めてしまっており、何もしたがらない。それ故に、ヨミガエリにも非積極的。
スピードと魔法攻撃力がとても高く、その分とても脆い。状態異常付与の全体攻撃など、雑魚相手でもボス相手でも活躍できる。
生前はその能力から両親に天才だと期待されていた。しかし、あくまで記憶ができるだけであり、応用が増える中学以降の勉強には全く通用しなくなっていくものの、両親の過剰な期待は変わらないという板挟み状態に陥っていた。

ミズキ
声 - 辻あゆみ
罪は懐疑。
明るく、元気なムードメーカー。
しかし他人を一度疑ってしまうと信じることができなくなり、強く拒絶してしまう。
スピードと攻撃力がとても高く、反面とても脆い。使い勝手の良い全体強攻撃を持つ。
両親を亡くし、祖母の家でお世話になっている。しかし、あれこれうるさい祖母にうんざりして拒絶してしまっている。しかし、それは実際は先の長くない自分に頼らず一人で生きていけるようにという優しさであった。

スイ
声 - 五十嵐裕美
罪は復讐。
冷静沈着で知的な参謀役。
言っている内容は正しいが言い方が厳しく、不必要な一言でしばしば周りと対立してしまう。また、ヨミガエリに対しても消極的。
魔法攻撃力に秀でるが鈍足。各種スキルは特定の誰かと同時攻撃をするもので、メンバーとスキルの組み合わせ次第で評価が変わる上級者向けキャラクター。加えて、彼女の気に入る指導内容は、組み合わせ対象となるメンバーの誰かと相性が悪いものばかりとなっている。
生前はその性格からイジメられており、尊敬する父親から入学祝に送られた手帳を焼却炉で燃やされるという目にまで遭っていた。
実は、主人公らが地獄に落とされるきっかけとなった罪人。彼女の追憶にて「血の付いた衣服」が罪にまつわるアイテムとして登場し、上記のいじめを行った人物に報復を行ったりしていたため、「すでに罪を犯してしまった人間」のように描かれているが、実際は一度試練に失敗して罪人として地獄に落ちていたのに何らかの方法で再参加したためであった(方法は不明)。

ユリネ
声 - 中村桜
罪は虚飾。
マイペースでおっとりとした少女。
周りに合わせるためにその場しのぎの嘘をついてしまう。また他人への依存が強く、誰かに助けてもらおうという意志が見え隠れする(嘘つきも他人に頼られたい願望によるもの)。
攻撃力と防御力に秀でるが鈍足。一撃の威力が高い攻撃スキルと、各種回復、防御上昇など支援スキルも持った万能アタッカー。
生前、知覚の駅で起こっていた痴漢騒ぎで被害に遭ったという嘘をついて注目を浴びるも、そのまま嘘をつき続けて無罪の男性を犯人だと証言してしまうという最悪の事態にまで進行していた。

ツカサ
声 - 吉田聖子
罪は貪欲。
自分が楽しければよいを地で行く不良少女。
その性格から仲間の輪を乱してしまいがちだが、医療に関する知識を有するなど意外な一面も持つ。
魔法攻撃力と防御に秀でる。回復、支援系のスキルを数多く覚えるため長期戦に強い。
生前は医者であった母親が馬鹿正直で色々損な目に遭っていたこともあって正直であることに不信感を持っていた。さらに、その母親が身を挺して子供をかばった結果、母親自身は植物状態に陥った挙句、助けた子供の親からは責任転嫁されてしまうという事態に陥ったことで重度の人間不信となった。

### その他キャラクター
エンリ
声 - 高野麻里佳
地獄で出会う、半罪人と同じく囚人服を着ている少女。
人間観察が趣味だと自称し、どこからともなく現れ、そして消えてゆく。
メンバーたちをからかうような言動を続け、時に不和の元となる。一方で、人間が好きだとも語るが、その言動から嘲っているようにしかとられない。
その正体は、現在のヨミガエリ管理システムの中枢である人工知能。前作でのシャイタン同様、一度滅ぼされても再生する特性を持つ。ただし、何かしら問題があったためということか人工知能が初期化されるため、安定した再稼働まで時間がかかる。
主人公を煽るような言動をしながらも、実はマヤの介入を防ぐべく主人公たちを助けていた。人間を好きだという言葉も嘘ではなく、反逆した彼女もできるなら切り捨てるつもりではなかった。
先代の中枢人格は例外を認めない頑固な気質だったようである。ただし、これもそれまで蓄積された経験などからアジャストされた結果である。

マヤ
声 - 岡田栄美
主人公と同じく指導教官と思われる女性。
主人公たち一行を有無を言わさず地獄へと落とした張本人。
実は全ての元凶である。今の管理システムをよく思っておらず、自分が取って代わるために通信機から主人公の先輩教官の振りもしつつ罪人による暴動という嘘まででっち上げて計画を進めていた。
元々は生徒から慕われる教官であったが、生徒に感情移入しすぎる性格で、更生しつつあるのに基準を満たせなかったことで猶予もなく地獄行きになることに納得できず、度々管理システムに直訴していた(ただし、彼女の生徒は最終試練で罪と向き合えずに試練そのものから逃げ出すなど、単純に甘いだけだった可能性がある)。
極めつけとして、試練の果てでクリミナルに追い詰められた生徒から魂を差し出されたことで生き永らえたことで教官職を離脱。行方不明となっていた。

## コミカライズ
うすべに桜子作、ファミ通コミッククリア2015年11月27日～連載